# Acanthocephalus (dier)
Acanthocephalus is een geslacht in de taxonomische indeling van de haakwormen. Het zijn parasitaire wormen die meestal 1 tot 2 cm lang worden. De worm behoort tot de familie Echinorhynchidae. Acanthocephalus werd in 1771 beschreven door Koelreuther.